# In Your Arms (Chef'Special)
In Your Arms is een nummer van de Nederlandse band Chef'Special. Het is het vijftiende en laatste nummer op het album Passing Through uit 2014. Op 6 januari van dat jaar werd het nummer uitgebracht als de eerste single van het album.
Het nummer is geschreven voor de in 2012 overleden vader van zanger Joshua Nolet. Het was niet de eerste poging die hij deed om over dit onderwerp een nummer te schrijven. Nolet vertelde hierover: "Ik heb daarvoor zoveel liedjes geschreven die heel lelijk waren en ik had het idee toen weggelegd. Het was te geforceerd. Toen ik "In Your Arms" eenmaal had gemaakt dacht ik, 'oh chill, nu kan ik eindelijk iets doen met dat gevoel'. Ik werd er vrolijk van en nu nog steeds." Oorspronkelijk zag de band geen single in het nummer, maar uiteindelijk is het toch uitgebracht.
Het nummer werd de eerste Top 40-hit voor Chef'Special. Het kwam niet verder dan de twintigste positie, maar bleef wel 28 weken in de lijst staan. Ook in de Single Top 100 had het nummer een lange adem, het bleef 55 weken in de lijst staan met een zeventiende plaats als hoogste klassering.

## Hitnoteringen

### Nederlandse Top 40
| Hitnotering: 01-03-2014 t/m 06-09-2014 | Hitnotering: 01-03-2014 t/m 06-09-2014 | Hitnotering: 01-03-2014 t/m 06-09-2014 | Hitnotering: 01-03-2014 t/m 06-09-2014 | Hitnotering: 01-03-2014 t/m 06-09-2014 | Hitnotering: 01-03-2014 t/m 06-09-2014 | Hitnotering: 01-03-2014 t/m 06-09-2014 | Hitnotering: 01-03-2014 t/m 06-09-2014 | Hitnotering: 01-03-2014 t/m 06-09-2014 | Hitnotering: 01-03-2014 t/m 06-09-2014 | Hitnotering: 01-03-2014 t/m 06-09-2014 | Hitnotering: 01-03-2014 t/m 06-09-2014 | Hitnotering: 01-03-2014 t/m 06-09-2014 | Hitnotering: 01-03-2014 t/m 06-09-2014 | Hitnotering: 01-03-2014 t/m 06-09-2014 | Hitnotering: 01-03-2014 t/m 06-09-2014 |
| Week                                   | 1                                      | 2                                      | 3                                      | 4                                      | 5                                      | 6                                      | 7                                      | 8                                      | 9                                      | 10                                     | 11                                     | 12                                     | 13                                     | 14                                     | 15                                     |
| -------------------------------------- | -------------------------------------- | -------------------------------------- | -------------------------------------- | -------------------------------------- | -------------------------------------- | -------------------------------------- | -------------------------------------- | -------------------------------------- | -------------------------------------- | -------------------------------------- | -------------------------------------- | -------------------------------------- | -------------------------------------- | -------------------------------------- | -------------------------------------- |
| Nummer                                 | 33                                     | 24                                     | 29                                     | 27                                     | 24                                     | 25                                     | 25                                     | 22                                     | 20                                     | 20                                     | 20                                     | 24                                     | 24                                     | 22                                     | 24                                     |
| Week                                   | 16                                     | 17                                     | 18                                     | 19                                     | 20                                     | 21                                     | 22                                     | 23                                     | 24                                     | 25                                     | 26                                     | 27                                     | 28                                     |                                        |                                        |
| Nummer                                 | 24                                     | 24                                     | 25                                     | 25                                     | 25                                     | 27                                     | 29                                     | 30                                     | 30                                     | 31                                     | 32                                     | 35                                     | 40                                     | uit                                    |                                        |

### Single Top 100
| Hitnotering week 1 t/m 44: 08-02-2014 t/m 06-12-2014 Hitnotering week 45: 20-12-2014 Hitnotering week 46 t/m 55: 03-01-2015 t/m 07-03-2015 | Hitnotering week 1 t/m 44: 08-02-2014 t/m 06-12-2014 Hitnotering week 45: 20-12-2014 Hitnotering week 46 t/m 55: 03-01-2015 t/m 07-03-2015 | Hitnotering week 1 t/m 44: 08-02-2014 t/m 06-12-2014 Hitnotering week 45: 20-12-2014 Hitnotering week 46 t/m 55: 03-01-2015 t/m 07-03-2015 | Hitnotering week 1 t/m 44: 08-02-2014 t/m 06-12-2014 Hitnotering week 45: 20-12-2014 Hitnotering week 46 t/m 55: 03-01-2015 t/m 07-03-2015 | Hitnotering week 1 t/m 44: 08-02-2014 t/m 06-12-2014 Hitnotering week 45: 20-12-2014 Hitnotering week 46 t/m 55: 03-01-2015 t/m 07-03-2015 | Hitnotering week 1 t/m 44: 08-02-2014 t/m 06-12-2014 Hitnotering week 45: 20-12-2014 Hitnotering week 46 t/m 55: 03-01-2015 t/m 07-03-2015 | Hitnotering week 1 t/m 44: 08-02-2014 t/m 06-12-2014 Hitnotering week 45: 20-12-2014 Hitnotering week 46 t/m 55: 03-01-2015 t/m 07-03-2015 | Hitnotering week 1 t/m 44: 08-02-2014 t/m 06-12-2014 Hitnotering week 45: 20-12-2014 Hitnotering week 46 t/m 55: 03-01-2015 t/m 07-03-2015 | Hitnotering week 1 t/m 44: 08-02-2014 t/m 06-12-2014 Hitnotering week 45: 20-12-2014 Hitnotering week 46 t/m 55: 03-01-2015 t/m 07-03-2015 | Hitnotering week 1 t/m 44: 08-02-2014 t/m 06-12-2014 Hitnotering week 45: 20-12-2014 Hitnotering week 46 t/m 55: 03-01-2015 t/m 07-03-2015 | Hitnotering week 1 t/m 44: 08-02-2014 t/m 06-12-2014 Hitnotering week 45: 20-12-2014 Hitnotering week 46 t/m 55: 03-01-2015 t/m 07-03-2015 | Hitnotering week 1 t/m 44: 08-02-2014 t/m 06-12-2014 Hitnotering week 45: 20-12-2014 Hitnotering week 46 t/m 55: 03-01-2015 t/m 07-03-2015 | Hitnotering week 1 t/m 44: 08-02-2014 t/m 06-12-2014 Hitnotering week 45: 20-12-2014 Hitnotering week 46 t/m 55: 03-01-2015 t/m 07-03-2015 | Hitnotering week 1 t/m 44: 08-02-2014 t/m 06-12-2014 Hitnotering week 45: 20-12-2014 Hitnotering week 46 t/m 55: 03-01-2015 t/m 07-03-2015 | Hitnotering week 1 t/m 44: 08-02-2014 t/m 06-12-2014 Hitnotering week 45: 20-12-2014 Hitnotering week 46 t/m 55: 03-01-2015 t/m 07-03-2015 | Hitnotering week 1 t/m 44: 08-02-2014 t/m 06-12-2014 Hitnotering week 45: 20-12-2014 Hitnotering week 46 t/m 55: 03-01-2015 t/m 07-03-2015 | Hitnotering week 1 t/m 44: 08-02-2014 t/m 06-12-2014 Hitnotering week 45: 20-12-2014 Hitnotering week 46 t/m 55: 03-01-2015 t/m 07-03-2015 | Hitnotering week 1 t/m 44: 08-02-2014 t/m 06-12-2014 Hitnotering week 45: 20-12-2014 Hitnotering week 46 t/m 55: 03-01-2015 t/m 07-03-2015 | Hitnotering week 1 t/m 44: 08-02-2014 t/m 06-12-2014 Hitnotering week 45: 20-12-2014 Hitnotering week 46 t/m 55: 03-01-2015 t/m 07-03-2015 | Hitnotering week 1 t/m 44: 08-02-2014 t/m 06-12-2014 Hitnotering week 45: 20-12-2014 Hitnotering week 46 t/m 55: 03-01-2015 t/m 07-03-2015 | Hitnotering week 1 t/m 44: 08-02-2014 t/m 06-12-2014 Hitnotering week 45: 20-12-2014 Hitnotering week 46 t/m 55: 03-01-2015 t/m 07-03-2015 |
| Week | 1 | 2 | 3 | 4 | 5 | 6 | 7 | 8 | 9 | 10 | 11 | 12 | 13 | 14 | 15 | 16 | 17 | 18 | 19 | 20 |
| --- | --- | --- | --- | --- | --- | --- | --- | --- | --- | --- | --- | --- | --- | --- | --- | --- | --- | --- | --- | --- |
| Positie | 73 | 39 | 56 | 35 | 35 | 27 | 27 | 32 | 34 | 20 | 17 | 23 | 20 | 23 | 31 | 30 | 32 | 40 | 23 | 26 |
| Week | 21 | 22 | 23 | 24 | 25 | 26 | 27 | 28 | 29 | 30 | 31 | 32 | 33 | 34 | 35 | 36 | 37 | 38 | 39 | 40 |
| Positie | 31 | 23 | 26 | 28 | 27 | 27 | 33 | 36 | 37 | 30 | 38 | 45 | 51 | 57 | 59 | 66 | 61 | 64 | 64 | 68 |
| Week | 41 | 42 | 43 | 44 | | 45 | | 46 | 47 | 48 | 49 | 50 | 51 | 52 | 53 | 54 | 55 | | | |
| Positie | 73 | 81 | 80 | 92 | uit | 100 | uit | 57 | 62 | 81 | 79 | 73 | 92 | 91 | 92 | 90 | 88 | uit | | |

### NPO Radio 2 Top 2000
| Nummer met noteringen in de NPO Radio 2 Top 2000 | '14 | '15 | '16 | '17 | '18 | '19 | '20 | '21 | '22 | '23 | '24 |
| ------------------------------------------------ | --- | --- | --- | --- | --- | --- | --- | --- | --- | --- | --- |
| In Your Arms                                     | 396 | 187 | 234 | 206 | 328 | 404 | 379 | 334 | 394 | 494 | 473 |

1. ↑  Een vetgedrukt getal geeft de hoogste notering aan.
2. ↑  2014 was het eerste jaar met een notering voor dit nummer.

## The Kik
De band The Kik heeft, eveneens in 2014, een Nederlandstalige bewerking van "In Your Arms" uitgebracht, getiteld "Schuilen bij jou". Op 14 augustus 2014 speelde The Kik hun versie live in de ochtendshow van Giel Beelen op NPO 3FM. De Nederlandstalige cover werd al snel opgepikt op internet en ging viraal. Sindsdien speelt de The Kik het nummer vaak tijdens concerten. Op 23 augustus 2014 werd het nummer uitgebracht op single. "Schuilen bij jou" bereikte de 10e positie in de Nederlandse Tipparade.